# 龜岡盆地
龜岡盆地是以日本京都府龜岡市為中心的盆地，在這中心區域，人口及工商產業均沿著交通動脈國道九號群聚；其他部分則是農田遍布，以農業為主，豐富的地下水孕育了美味的丹波米。